# 巴巴是你
《巴巴是你》是一款由芬兰独立开发者阿尔维·泰伊卡里（Arvi Teikari，业内称为Hempuli）开发的推箱子类益智游戏。2017年12月，游戏的試玩版於Nordic Game Jam 2017發行在itch.io網站上。2019年3月13日正式發行於Windows、Linux、macOS和任天堂Switch。
游戏围绕着“规则”的操作——由写着文字的方块代表——为了让名义上的主角巴巴（或其他一些对象）达成指定的目标。

## 游戏玩法

连成“WALL IS STOP”的字块阻止巴巴穿过墙壁。一旦规则方块被分开，巴巴就可以穿过墙壁

玩家通常会控制一个名为巴巴（Baba）的白色角色，但在某些关卡可能会有所不同。游戏通常发生在网格状平面上，每个关卡包含各种物块。关卡中还有可移动的字块，这些字块有不同的功能，如：
- 代指关卡内的某种物块，如巴巴本身，旗帜，墙壁。
- 连接语句，如“IS”和“AND”。
- 反映物块属性，如“YOU”表示被玩家操控、“PUSH”表示物体可被推动、“WIN”表示胜利目标。

玩家可以推动字块，使其在横或竖方向上形成形如“[某物] IS [某物/某属性]”的语句，来创建或修改“规则”，影响关卡中的物块，进而到达胜利目标。胜利目标通过“[某物] IS WIN”的语句产生。
这种修改规则的游戏机制使过关方法不再传统，例如玩家可以修改“[某物] IS WIN”语句来改变胜利目标，破坏“WALL IS STOP”语句以穿过墙体。然而关卡有时通过将语句放在角落，阻止玩家改动它们，从而强制执行某些规则。

## 开发历程
2017年Nordic Game Jam的主题是“Not there”，这促使了泰伊卡里（一名曾经开发过类银河战士恶魔城游戏游戏《Environmental Station Alpha》的赫尔辛基大学的学生）设想出操作逻辑运算符的游戏概念。他解释道关卡通常是头脑风暴得来的，然后构想玩家将如何完成它。泰伊卡里指出，“益智游戏中最令人兴奋的时刻是玩家有简单但又难以理解的想法的时候，解决这个难题的方法就是找出一个巧妙的技巧。和他之前的作品一样，游戏是用Multimedia Fusion2和Lua脚本插件开发的；泰伊卡里将Lua的成功运行归功于他朋友Lukas Meller的帮助。
泰伊卡里于2017年表示他计划在2018年发布游戏完整版，并在Itch.io上传了游戏的开发版。在《巴巴是你》于2018年3月的独立游戏节获胜之后，一个法国出版商在App Store上发布了该游戏的盗版，使用了几乎相同的图标和一样的名字。泰伊卡里与蘋果公司的法国部门合作，下架了这个盗版应用。
该游戏的Switch版于2018年8月31日在任天堂独立游戏展中引起关注。《巴巴是你》于2019年3月13日在Windows，Linux和macOS的Steam平台及Switch上发布。

## 评价

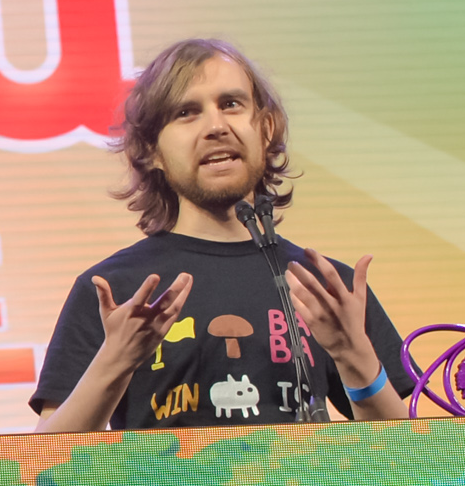
阿尔维·泰伊卡里于2018年获得独立游戏节奖

《巴巴是你》赢得2017年Nordic Game Jam的第一名。它也被提名了塞尤玛斯·麦克纳利奖，并在2018年独立游戏节中获得“最佳学生游戏”和“卓越设计奖”。
在发布时，游戏获得了好评。Polygon认为它是“多年来最好的益智游戏之一”，评论家提到“游戏要求我抛弃关于游戏规则的臆测，分析它们如何以及为什么在一开始就存在。奇怪的是，当游戏关闭时，我脑中的那种重新编程就会发生。”Pocket Gamer同样给出好评，将其描述为“一个非常复杂的益智游戏，让你不仅质疑你做出的每一个决定，还有人如何想出这些如此离奇的东西”，并评价它是“你将玩过的最具启发性，最令人兴奋的益智游戏之一。它的图形和核心设计非常简单，但它巧妙的解决方法可能会让你的大脑受益”。
《巴巴是你》在Metacritic评分为87分。